# Богатырёв, Павел Александрович
Па́вел Алекса́ндрович Богатырёв (род. 19 марта 1961, Челябинск) — советский легкоатлет, специалист по прыжкам с шестом. Выступал на всесоюзном уровне в 1980-х годах, двукратный бронзовый призёр чемпионатов СССР, победитель первенств всесоюзного и всероссийского значения. Представлял Иркутск, Вооружённые силы и спортивное общество «Локомотив». Мастер спорта СССР международного класса. Также известен как спортивный чиновник, министр спорта Иркутской области.

## Биография
Павел Богатырёв родился 19 марта 1961 года в Челябинске.

### Спортивная карьера
Занимался лёгкой атлетикой в Иркутске, выступал за Советскую Армию и добровольное спортивное общество «Локомотив».
Впервые заявил о себе в прыжках с шестом в сезоне 1980 года, когда с результатом 5,30 выиграл серебряную медаль на всесоюзных соревнованиях в помещении в Тбилиси.
В 1981 году одержал победу на всесоюзном турнире в Днепропетровске.
В 1982 году отметился победой на турнире в Ангарске.
В 1983 году на соревнованиях в Новосибирске установил свой личный рекорд в прыжках с шестом в помещении — 5,74 метра. Помимо этого, победил на турнирах в Москве и Краснодаре, был вторым в Ангарске. Принимал участие в VIII летней Спартакиаде народов СССР в Москве, где занял итоговое четвёртое место.
В 1984 году выиграл серебряную медаль на Мемориале братьев Знаменских в Сочи, был лучшим в Челябинске, взял бронзу на чемпионате СССР в Донецке.
В 1985 году получил серебро на турнирах в Сочи и Москве, превзошёл всех соперников на международном турнире в австрийском Швехате, установив при этом личный рекорд на открытом стадионе — 5,80 метра. Также победил на всесоюзных соревнованиях в Таллине, стал бронзовым призёром на чемпионате СССР в Ленинграде.
В 1986 году отметился победой на всесоюзном турнире в Вильнюсе.
В 1987 году был третьим в Сочи, первым в Швехате, вторым в Новосибирске.
В 1988 году выиграл золотую и серебряную медали на турнирах в Сочи и Москве соответственно.
В 1989 году занял пятое место в Донецке и четвёртое место в Иркутске.
За выдающиеся спортивные достижения удостоен почётного звания «Мастер спорта СССР международного класса».

### Прочая деятельность
После завершения спортивной карьеры в 1991 году Богатырёв окончил Омский государственный институт физической культуры, получив квалификацию преподавателя физической культуры, затем в течение почти двух десятилетий работал на руководящих должностях в различных коммерческих компаниях.
В 2009—2010 годах — инструктор-методист Иркутской областной комплексной детско-юношеской спортивной школы олимпийского резерва.
В 2010—2016 годах — сотрудник Министерства физической культуры, спорта и молодёжной политики Иркутской области: помощник министра, начальник отдела реализации стратегических направлений единой государственной политики в области физической культуры и спорта, заместитель начальника управления по физической культуре и спорту.
В 2016—2022 годах — заместитель министра спорта Иркутской области.
23 марта 2022 года назначен на должность министра спорта Иркутской области.